# Sebastián Silva
Pour les articles homonymes, voir Silva.
Sebastián Silva Irarrázabal, né le 9 avril 1979 à Santiago (Chili), est un réalisateur, scénariste, peintre et chanteur chilien.

## Filmographie

### Réalisateur et scénariste
- 2007 : La Vida Me Mata
- 2009 : La nana
- 2010 : Les Vieux Chats (Gatos viejos)
- 2013 : Crystal Fairy
- 2013 : Magic Magic
- 2015 : Nasty Baby
- 2016 : Madly (segment Dance Dance Dance)
- 2018 : Tyrel
- 2023 : Rotting in the Sun

## Récompenses et distinctions
- 2015 : Teddy Award lors de la Berlinale 2015 pour Nasty Baby.